# Cheilotrichia valai
Cheilotrichia valai là một loài ruồi trong họ Limoniidae. Chúng phân bố ở miền Cổ bắc.